# Johnny English: Tái xuất giang hồ
Johnny English: Tái xuất giang hồ (tên gốc tiếng Anh: Johnny English Strikes Again) là bộ phim điện ảnh hành động hài điệp viên của Anh Quốc năm 2018 do David Kerr đạo diễn. Đây là phần tiếp nối của bộ phim Điệp viên không không thấy tái xuất ra mắt năm 2011 và cũng là phần phim thứ ba của loạt phim Johnny English. Phần kịch bản phim do William Davies đảm nhiệm và phần sản xuất được giao cho Rowan Atkinson, người đồng thời cũng thủ vai chính trong bộ phim. Johnny English: Tái xuất giang hồ được hãng Universal Pictures khởi chiếu tại Việt Nam vào ngày 21 tháng 9 năm 2018 và tại Anh Quốc vào ngày 5 tháng 10 năm 2018.

## Nội dung
Một đêm, MI7 (Cơ quan Tình báo Quân sự Anh) ghi nhận một cuộc tấn công không gian mạng từ một thực thể không rõ danh tính dẫn đến việc lộ danh tính của tất cả các điệp viên hiện tại của họ. MI7 buộc phải phục hồi lại các đầu mối cũ và các điệp viên đã ngừng hoạt động. Johnny English, lúc này đang là một giáo viên địa lý bí mật dạy học sinh của mình các hoạt động tình báo cũng được MI7 triệu tập. Tuy nhiên, English lại vô tình vô hiệu hóa các điệp viên đã về hưu khác, vì vậy ông được giao nhiệm vụ. English yêu cầu được đi cùng với người phụ tá cũ của ông, Angus Bough (từng làm phụ tá của English trong phần phim thứ nhất). Trong khi đó, Thủ tướng Anh đang xem xét một cuộc họp với một tỷ phú ở thung lũng Silicon là Jason Volta, để xây dựng một thỏa thuận rằng bà có thể thiết lập một cuộc họp G12 giữa 12 quốc gia lớn (Úc, Canada, Pháp, Đức, Ý, Nhật Bản, Pakistan, Nam Phi, Tây Ban Nha, Thụy Điển, Vương quốc Anh và Hoa Kỳ).
Johnny English và Angus Bough đi đến miền Nam nước Pháp và bắt đầu cuộc điều tra của họ. Họ nhận được manh mối rằng cuộc tấn công mạng đến từ một chiếc du thuyền mang tên Dot Calm. Sau khi xâm nhập, English đã đánh dấu chiếc du thuyền như một mục tiêu tiềm năng bằng một máy phát bí mật. Tuy nhiên, khi đang tẩu thoát khỏi du thuyền, cả hai bị một phụ nữ người Nga tên Ophelia ngăn chặn. Ngày hôm sau, English và Bough quyết định theo dõi Ophelia khi cô rời khỏi du thuyền Dot Calm, nhưng thay vào đó cô lại tiếp cận họ và yêu cầu gặp họ sau đó. Trong khi đó, tại London, Thủ tướng Anh gặp Volta tại nơi mà sau này đã xảy ra cuộc tấn công hệ thống quản lý giao thông của thành phố và giải quyết một trong các cuộc tấn công trên mạng. Còn khi English đang gặp Ophelia, Bough phát hiện ra rằng cô có thể cũng là điệp viên. English không tin tưởng và trở về phòng khách sạn của mình trong đêm đó. Ophelia được tiết lộ là một điệp viên người Nga và được cấp trên của mình ra lệnh thủ tiêu English nhưng cô đã không thể hoàn thành nhiệm vụ này khi English vô tình uống nhầm viên thuốc khiến ông trở nên tăng động.
Sáng hôm sau, khi các tác dụng phụ của viên thuốc vẫn còn, Bough báo cho English biết rằng chiếc du thuyền chính là của Volta. English và Bough đã ngay lập tức quay trở lại MI7 và báo cáo cho Pegasus (lãnh đạo MI7). Tuy nhiên, Pegasus không thật sự tin tưởng và yêu cầu một bằng chứng cụ thể. Vì vậy, English và Bough quyết định xâm nhập vào dinh thự của Volta ở nước Anh. Trong khi đó, sau một loạt các cuộc tấn công không gian mạng, Thủ tướng Anh và Volta đạt được một thỏa thuận sẽ được tiết lộ trong cuộc họp G12. Để chuẩn bị xâm nhập vào dinh thự của Volta, English được yêu cầu hoàn thành một bài mô phỏng thực tế ảo giống như ông sẽ điều tra dinh thự thật của Volta. English sau đó đã xâm nhập vào dinh thự của Volta và ông gặp Ophelia trong dinh thự, thuyết phục thành công Ophelia hợp tác với mình để lật tẩy Volta. Sau khi quay phim lại bằng chứng về mục tiêu thực sự của Volta bằng điện thoại của Ophelia, nhưng trong khi bị lộ khi vô tình bấm nhầm nút mở nhạc trên điện thoại. Ophelia đã phải giả bộ bắt sống English để tránh bị lộ với Volta. English sau đó trốn thoát nhờ một phụ nữ đang học lái xe nhưng lại vô tình cầm nhầm chiếc điện thoại của người phụ nữ này và không thể thuyết phục được Pegasus và Thủ tướng Anh về Volta. Thủ tướng Anh đuổi việc English và quyết định tiến hành cuộc họp G12 tại Scotland.
Bough thuyết phục English tiếp tục công việc và ngăn cản Volta mà không cần tới sự hỗ trợ từ MI7. Họ tranh thủ nhờ sự giúp đỡ của vợ Bough, Lydia, thuyền trưởng của một tàu ngầm nguyên tử Hải quân Hoàng gia. Đội tàu ngầm này đi tới bên hồ Levis để bảo vệ hội nghị diễn ra ở lâu đài Garroch bên hồ, và đã cho Johnny cùng Bough đi cùng. Ở Scotland, Volta tiết lộ với Ophelia rằng hắn đã biết danh tính thực sự của cô ngay từ đầu và định dùng súng làm hoàn toàn từ nhựa in 3D để thủ tiêu cô. English đã kịp can thiệp để ngăn cản Volta, giúp Ophelia trốn thoát nhưng bản thân bị rơi xuống hồ. Volta sau đó đã tham gia cuộc họp G12 với Thủ tướng Anh và các lãnh đạo các quốc gia khác. English cố gắng ngăn cản Volta nhưng một lần nữa thất bại. Volta sau đó tiết lộ kế hoạch của hắn là sẽ moi dữ liệu từ các lãnh đạo G12 để kiểm soát quốc gia họ. Sau lần thất bại thứ hai, English quyết định gọi cho Pegasus để tìm sự giúp đỡ mà quên mất lời cảnh báo của vợ Bough về việc sử dụng điện thoại gần tàu ngầm. Cuộc gọi điện của English khiến cho tàu ngầm phóng tên lửa phá hủy du thuyền Dot Calm mà English đã đánh dấu trước đó và vô tình phá hủy luôn kế hoạch của Volta. Volta cố gắng tẩu thoát nhưng cuối cùng English đã hạ gục hắn. English trở lại trường tiếp tục giảng dạy sau khi hoàn thành nhiệm vụ và giới thiệu với các học sinh những đồ nghề mà ông đã dùng và thầy hiệu trưởng vô tình sử dụng một trong số chúng.

## Diễn viên
- Rowan Atkinson vai Johnny English
- Olga Kurylenko vai Ophelia
- Ben Miller vai Angus Bough[2]
- Adam James vai Pegasus[3]
- Emma Thompson vai Thủ tướng Vương quốc Liên hiệp Anh và Bắc Ireland[4]
- Vicki Pepperdine vai Lydia
- Pippa Bennett-Warner vai Lesley[3]
- Jake Lacy vai Jason Volta[3]
- Miranda Hennessy vai Tara[3]
- Irena Tyshyna vai Viola Lynch[3]
- David Mumeni vai Fabian[3]
- Tuncay Gunes vai Khách mời Ted[3]
- Samantha Russell vai Thủ tướng Thụy Điển[3]